# Didogobius kochi
Didogobius kochi är en fiskart som beskrevs av Van Tassell, 1988. Didogobius kochi ingår i släktet Didogobius och familjen smörbultsfiskar. Inga underarter finns listade i Catalogue of Life.
Individerna blir maximal 5,8 cm långa.
Denna fisk förekommer i havet kring Kanarieöarna (Spanien), Madeira (Portugal), Kap Verde och den når vid Västsahara fastlandets kustlinje. Arten dyker till ett djup av 30 meter. Den hittas ofta nära klippor men den besöker regioner där grunden består av sand eller där den är täckt med alger.
För beståndet är inga hot kända. Hela populationen bedöms som stor. IUCN listar arten som livskraftig (LC).